# Yuri Dubrovin
Yuri Dubrovin (Riazhsk, Óblast de Riazán; 1 de agosto de 1939-Hamburgo, 4 de diciembre de 2022) fue un actor ucraniano de origen soviético. Fue nombrado Artista de Honor de la Federación de Rusia en 2007.

## Carrera
Entre sus intervenciones más reconocidas en el cine, se encuentran D'Artagnan and Three Musketeers, Trial on the Road y The Prisoner of Château d'If.
Debutó en 1959.  Desde 1963 trabajó en Dovzhenko Film Studios en Kiev y actuó en más de 150 películas. En 2014, Dubrovin se mudó con la familia de su hijo a Alemania y una de sus últimas intervenciones se dio en un cortometraje que produjo su nieto Ivan. Fue apodado "el rey del episodio".
Falleció en su residencia de Hamburgo el 4 de noviembre de 2022 a los 83 años de edad.

## Filmografía seleccionada
- Seven Winds (1962) como Senechka
- A Span of Earth (1964) como miembro del batallón
- The Alive and the Dead (1964) comoZolotaryov
- We, the Russian People (1965) como Vyatskiy
- No Password Necessary (1967) como oficial de policía
- At War as at War (1968) como el soldado Gromykhalo
- Sergey Lazo (1968) como Korolyov
- Liberation (1970)
- Dauria (1971) como Kuzma
- How the Steel Was Tempered (1968) como Mr. Tumanova
- Love at First Sight (1977) como un jardinero
- Widows (1978) como un investigador
- Twenty Days Without War (1978) como Anatoly Yolkin
- Lone Wolf (1978) como el primer hombre
- D'Artagnan and Three Musketeers (1978) como La Chenet
- Who will pay for Luck? (1980) como Paramonov
- Love by Request (1983) como Petrushin
- Wartime Romance (1983) como Terekhin
- Trial on the Road (1985) como Gennady Bolshakov
- Lilac Ball (1987)
- The Prisoner of Château d'If (1987) como Bautista, sirviente del Conde de Montecristo
- Criminal Talent (1988) como Snegirev
- Musketeers Twenty Years After (1992) como La Chenet
- The Secret of Queen Anne or Musketeers Thirty Years After (1993) como La Chenet
- Life and Extraordinary Adventures of Private Ivan Chonkin (1994) como Volkov
- The Outskirts (1998) como Philip Ilyich Safronov[11][12]
- Yesenin (2005) como el abuelo de Sergey Yesenin